# Ubisoft Japan
 (août 2025).
Motif : Succursale d'Ubisoft, pas de sources centrée, pas d'impact public
- Archive Wikiwix
- Bing
- Cairn
- DuckDuckGo
- E. Universalis
- Gallica
- Google
- G. Books
- G. News
- G. Scholar
- Persée
- Qwant
- (zh) Baidu
- (ru) Yandex
- (wd) trouver des œuvres sur Wikidata

| 1. | Préciser le motif de la pose du bandeau. | Précisez le motif de la pose du bandeau en utilisant la syntaxe suivante : {{admissibilité à vérifier\|date=août 2025\|motif=remplacez ce texte par le motif}}                     |
| 2. | Informer les utilisateurs concernés.     | Pensez à avertir le créateur de l'article, par exemple, en insérant le code ci-dessous sur sa page de discussion : {{subst:avertissement admissibilité à vérifier\|Ubisoft Japan}} |

 (novembre 2019).
Si vous disposez d'ouvrages ou d'articles de référence ou si vous connaissez des sites web de qualité traitant du thème abordé ici, merci de compléter l'article en donnant les références utiles à sa vérifiabilité et en les liant à la section « Notes et références ».
Ubisoft Japan est une succursale japonaise et filiale d'Ubisoft créé le 11 avril 1994. La société se charge principalement de la localisation et la traduction en Japonais des jeux issus des différents studios du groupe Ubisoft, ainsi que de leur distribution.
Parmi ses clients figurent Sony Computer Entertainment, Square Enix, Microsoft et Nintendo.